# Рвање на Летњим олимпијским играма 2012.
Рвање на Летњим олимпијским играма 2012. је одржано између 5. и 12. августа 2012. у Изложбеном центру Ексел у Лондону. Рвачи су се такмичили у два борбама у два стила грчко-римски и слободни. Жене су се бориле само у слободном стилу. Додељено је 18 комплета медаља. Рвање је било на програму свих Олимпијских игара изузев 1900. у Паризу. 

## Формат такмичења
У свакој тежинској категорији такмичило се 19 мушкараца односно 18 жена, уз још шест такмичара домаћина игара или оних које је одредила трочлана комисија пре Олимпијских игара. За такмичење у квалификацијама рвачи су одређени на основу лутрије да би у главном жребу било шеснаест такмичара. Такмичење је одржано по нокаут систему а финалисти су се борили за златну медаљу. Такмичара који су у осмини финала и четвртфиналу поражени од финалиста су се борили за бронзану медаљу прво између себе а онда са такмичаром којег је финалиста победио у полуфиналу у њиховом делу жреба. 

## Сатница такмичења

### Мушкарци - грчко-римски стил
| Датум                | Време       | Такмичење                                                                    |
| -------------------- | ----------- | ---------------------------------------------------------------------------- |
| недеља, 5. август    | 13:00–15:45 | 55 кг и 74 кг квалификације; осмина финала; четвртфинале; полуфинале         |
| недеља, 5. август    | 17:45–20:15 | 55 кг и 74 кг репасаж и борба за злато                                       |
| понедељак, 6. август | 13:00–15:45 | 60 кг, 84 кг и 120 кг квалификације; осмина финала; четвртфинале; полуфинале |
| понедељак, 6. август | 17:45–20:15 | 60 кг, 84 кг и 120 кг репасаж и борба за злато                               |
| уторак, 7. август    | 13:00–15:45 | 66 кг и 96 кг квалификације; осмина финала; четвртфинале; полуфинале         |
| уторак, 7. август    | 17:45–20:15 | 66 кг и 96 кг репасаж и борба за злато                                       |

### Жене - слободни стил
| Датум               | Време       | Такмичење                                                            |
| ------------------- | ----------- | -------------------------------------------------------------------- |
| среда, 8. август    | 13:00–15:45 | 48 кг и 63 кг квалификације; осмина финала; четвртфинале; полуфинале |
| среда, 8. август    | 17:45–20:15 | 48 кг и 63 репасаж и борба за злато                                  |
| четвртак, 9. август | 13:00–15:45 | 55 кг и 72 кг квалификације; осмина финала; четвртфинале; полуфинале |
| четвртак, 9. август | 17:45–20:15 | 55 кг и 72 кг репасаж и борба за злато                               |

### Мушкарци - слободни стил
| Датум              | Време       | Такмичење                                                                    |
| ------------------ | ----------- | ---------------------------------------------------------------------------- |
| петак, 10. август  | 13:00–15:45 | 55 кг и 74 кг квалификације; осмина финала; четвртфинале; полуфинале         |
| петак, 10. август  | 17:45–20:15 | 55 кг и 74 кг репасаж и борба за злато                                       |
| субота, 11. август | 13:00–15:45 | 60 кг, 84 кг и 120 кг квалификације; осмина финала; четвртфинале; полуфинале |
| субота, 11. август | 17:45–20:15 | 60 кг, 84 кг и 120 кг репасаж и борба за злато                               |
| недеља, 12. август | 08:30–11:15 | 66 кг и 96 кг квалификације; осмина финала; четвртфинале; полуфинале         |
| недеља, 12. август | 12:45–15:15 | 66 кг и 96 кг репасаж и борба за злато                                       |

Извор:

## Земље учеснице
На Олимпијским играма у рвању је 71 земља имала своје представнике.
| - Алжир (3) - Америчка Самоа (1) - Аргентина (1) - Јерменија - Аустралија (1) - Аустрија (1) - Азербејџан (13) - Белорусија - Бразил (1) - Бугарска - Камерун (1) - Канада - Централноафричка Република (1) - Чиле (1) - Кина - Колумбија (3) - Обала Слоноваче (1) - Хрватска (2) | - Куба - Чешка (1) - Данска (2) - Еквадор (2) - Египат (13) - Естонија (2) - Финска (2) - Француска - Грузија (13) - Немачка - Уједињено Краљевство (1) - Грчка (2) - Гвам (1) - Гвинеја Бисао (2) - Хондурас (1) - Мађарска - Индија - Иран (13) | - Ирак (1) - Италија (1) - Јапан (13) - Казахстан - Киргистан - Летонија (2) - Литванија (2) - Мадагаскар (1) - Мексико (2) - Савезне Државе Микронезије (1) - Молдавија (2) - Монголија - Мароко (2) - Намибија (1) - Нигерија - Северна Кореја - Норвешка (1) - Пољска | - Порторико (3) - Румунија (2) - Русија - Сенегал - Србија (1) - Јужна Кореја - Шпанија (1) - Шведска - Швајцарска (1) - Таџикистан - Тунис - Турска (13) - Украјина (13) - Сједињене Америчке Државе - Узбекистан - Венецуела - Вијетнам (1) |

## Освајачи медаља

### Мушкарци - грчко-римски стил
| Категорија | Злато                      | Сребро                        | Бронза                           |  |  |  |
|            |                            |                               |                                  |  |  |  |
| 55 kg      | Хамид Суријан · Иран       | Ровшан Бајрамов · Азербејџан  | Петер Модош · Мађарска           |  |  |  |
| 55 kg      | Хамид Суријан · Иран       | Ровшан Бајрамов · Азербејџан  | Мингијан Семјонов · Русија       |  |  |  |
| 60 kg      | Омид Норузи · Иран         | Реваз Лашки · Грузија         | Заур Курамагомедов · Русија      |  |  |  |
| 60 kg      | Омид Норузи · Иран         | Реваз Лашки · Грузија         | Рјутаро Мацумото · Јапан         |  |  |  |
| 66 kg      | Ким Хјон-Ву · Јужна Кореја | Тамаш Леринц · Мађарска       | Манучар Цхадаја · Грузија        |  |  |  |
| 66 kg      | Ким Хјон-Ву · Јужна Кореја | Тамаш Леринц · Мађарска       | Стив Гено · Француска            |  |  |  |
| 74 kg      | Роман Власов · Русија      | Арсен Јулфалакјан · Јерменија | Александар Казакевич · Литванија |  |  |  |
| 74 kg      | Роман Власов · Русија      | Арсен Јулфалакјан · Јерменија | Емин Ахмедов · Азербејџан        |  |  |  |
| 84 kg      | Алан Хугајев · Русија      | Карам Габер · Египат          | Данијал Гаџијев · Казахстан      |  |  |  |
| 84 kg      | Алан Хугајев · Русија      | Карам Габер · Египат          | Дамијан Јаниковски · Пољска      |  |  |  |
| 96 kg      | Гасем Резај · Иран         | Рустам Тотров · Русија        | Артур Алексањан · Јерменија      |  |  |  |
| 96 kg      | Гасем Резај · Иран         | Рустам Тотров · Русија        | Џими Линдберг · Шведска          |  |  |  |
| 120 kg     | Михаин Лопез · Куба        | Хајки Наби · Естонија         | Риза Кајалп · Турска             |  |  |  |
| 120 kg     | Михаин Лопез · Куба        | Хајки Наби · Естонија         | Јохан Еврен · Шведска            |  |  |  |

### Мушкарци - слободни стил
| Категорија | Злато                                     | Сребро                          | Бронза                                  |  |  |  |
|            |                                           |                                 |                                         |  |  |  |
| 55 kg      | Џамал Отарсултанов · Русија               | Владимир Хинчегашвили · Грузија | Јанг Кјонг-Ил · Северна Кореја          |  |  |  |
| 55 kg      | Џамал Отарсултанов · Русија               | Владимир Хинчегашвили · Грузија | Шиничи Јумото · Јапан                   |  |  |  |
| 60 kg      | Тогрул Асгаров · Азербејџан               | Бесик Кудухов · Русија          | Колман Скот · Сједињене Америчке Државе |  |  |  |
| 60 kg      | Тогрул Асгаров · Азербејџан               | Бесик Кудухов · Русија          | Јогешвар Дут · Индија                   |  |  |  |
| 66 kg      | Тацухиро Јонемицу · Јапан                 | Сушил Кумар · Индија            | Акжурек Танатаров · Казахстан           |  |  |  |
| 66 kg      | Тацухиро Јонемицу · Јапан                 | Сушил Кумар · Индија            | Ливан Лопез · Куба                      |  |  |  |
| 74 kg      | Џордан Бароуз · Сједињене Америчке Државе | Садег Гударзи · Иран            | Сослан Тигијев · Узбекистан             |  |  |  |
| 74 kg      | Џордан Бароуз · Сједињене Америчке Државе | Садег Гударзи · Иран            | Денис Царгуш · Русија                   |  |  |  |
| 84 kg      | Шариф Шарифов · Азербејџан                | Хаиме Еспинал · Порторико       | Дато Марсагишвили · Грузија             |  |  |  |
| 84 kg      | Шариф Шарифов · Азербејџан                | Хаиме Еспинал · Порторико       | Ехсан Лашгари · Иран                    |  |  |  |
| 96 kg      | Џејк Ворнер · Сједињене Америчке Државе   | Валериј Андрејцев · Украјина    | Георги Гогшелидзе · Грузија             |  |  |  |
| 96 kg      | Џејк Ворнер · Сједињене Америчке Државе   | Валериј Андрејцев · Украјина    | Хетаг Газјумов · Азербејџан             |  |  |  |
| 120 kg     | Артур Тајмазов · Узбекистан               | Давит Модзманашвили · Грузија   | Комеил Гасеми · Иран                    |  |  |  |
| 120 kg     | Артур Тајмазов · Узбекистан               | Давит Модзманашвили · Грузија   | Биљал Махов · Русија                    |  |  |  |

### Жене - слободни стил
| Категорија | Злато                       | Сребро                      | Бронза                                  |  |  |  |
|            |                             |                             |                                         |  |  |  |
| 48 kg      | Хитоми Обара · Јапан        | Марија Стадник · Азербејџан | Клариса Чан · Сједињене Америчке Државе |  |  |  |
| 48 kg      | Хитоми Обара · Јапан        | Марија Стадник · Азербејџан | Керол Хајн · Канада                     |  |  |  |
| 55 kg      | Саори Јошида · Јапан        | Тонја Вербик · Канада       | Ђакелин Рентерија · Колумбија           |  |  |  |
| 55 kg      | Саори Јошида · Јапан        | Тонја Вербик · Канада       | Јулија Раткевич · Азербејџан            |  |  |  |
| 63 kg      | Каори Ичо · Јапан           | Ђинг Руејсјуе · Кина        | Љубов Волосова · Русија                 |  |  |  |
| 63 kg      | Каори Ичо · Јапан           | Ђинг Руејсјуе · Кина        | Соронзонболдин Батсетсег · Монголија    |  |  |  |
| 72 kg      | Наталија Воробјева · Русија | Станка Златева · Бугарска   | Гузел Мањурова · Казахстан              |  |  |  |
| 72 kg      | Наталија Воробјева · Русија | Станка Златева · Бугарска   | Маидер Унда · Шпанија                   |  |  |  |

## Биланс медаља
| Позиција    | Држава                    | Злато | Сребро | Бронза | Укупно |
| ----------- | ------------------------- | ----- | ------ | ------ | ------ |
| 1           | Русија                    | 5     | 2      | 4      | 11     |
| 2           | Иран                      | 4     | 1      | 1      | 6      |
| 3           | Јапан                     | 4     | 0      | 2      | 6      |
| 4           | Азербејџан                | 2     | 2      | 3      | 7      |
| 5           | Сједињене Америчке Државе | 2     | 0      | 3      | 5      |
| 6           | Куба                      | 1     | 0      | 1      | 2      |
| 7           | Јужна Кореја              | 1     | 0      | 0      | 1      |
| 8           | Грузија                   | 0     | 2      | 3      | 5      |
| 9           | Мађарска                  | 0     | 1      | 2      | 3      |
| 10          | Јерменија                 | 0     | 1      | 1      | 2      |
| 10          | Индија                    | 0     | 1      | 1      | 2      |
| 10          | Канада                    | 0     | 1      | 1      | 2      |
| 13          | Египат                    | 0     | 1      | 0      | 1      |
| 13          | Порторико                 | 0     | 1      | 0      | 1      |
| 13          | Украјина                  | 0     | 1      | 0      | 1      |
| 13          | Естонија                  | 0     | 1      | 0      | 1      |
| 13          | Кина                      | 0     | 1      | 0      | 1      |
| 13          | Бугарска                  | 0     | 1      | 0      | 1      |
| 19          | Казахстан                 | 0     | 0      | 4      | 4      |
| 20          | Шведска                   | 0     | 0      | 2      | 2      |
| 21          | Колумбија                 | 0     | 0      | 1      | 1      |
| 21          | Шпанија                   | 0     | 0      | 1      | 1      |
| 21          | Монголија                 | 0     | 0      | 1      | 1      |
| 21          | Северна Кореја            | 0     | 0      | 1      | 1      |
| 21          | Француска                 | 0     | 0      | 1      | 1      |
| 21          | Пољска                    | 0     | 0      | 1      | 1      |
| 21          | Литванија                 | 0     | 0      | 1      | 1      |
| 21          | Турска                    | 0     | 0      | 1      | 1      |
| Укупно (28) | Укупно (28)               | 19    | 17     | 36     | 72     |